# Турука (село)
Турука́ — село в Усть-Кутском районе Иркутской области, Россия. Расположено на правом берегу Лены в 11,5 км южнее центра Усть-Кута и в 500 км севернее Иркутска (по воздуху). Население — 93 человека (2010).
Входит в Усть-Кутское городское поселение. Глава администрации — Климина Тамара Александровна.
Из-за неясностей в статусе (при формировании городского поселения село не было указано в законодательных актах) иногда обозначается как микрорайон Турука.
Упоминается в документах с 1723 года, тогда в деревне было 2 двора.